# Rue Saint-Thomas-d'Aquin
La rue Saint-Thomas-d’Aquin est une voie du 7e arrondissement de Paris, en France.

## Situation et accès
La rue Saint-Thomas-d’Aquin est une voie située dans le 7e arrondissement de Paris. Elle débute au 5, place Saint-Thomas-d’Aquin et se termine au 230, boulevard Saint-Germain.

## Origine du nom
Elle doit son nom au voisinage de l'église Saint-Thomas d'Aquin. 

## Historique
Cette voie formée en 1680 sous le nom de « passage des Jacobins » est tracée sur un plan de 1697 avant de prendre sa dénomination actuelle en 1802.

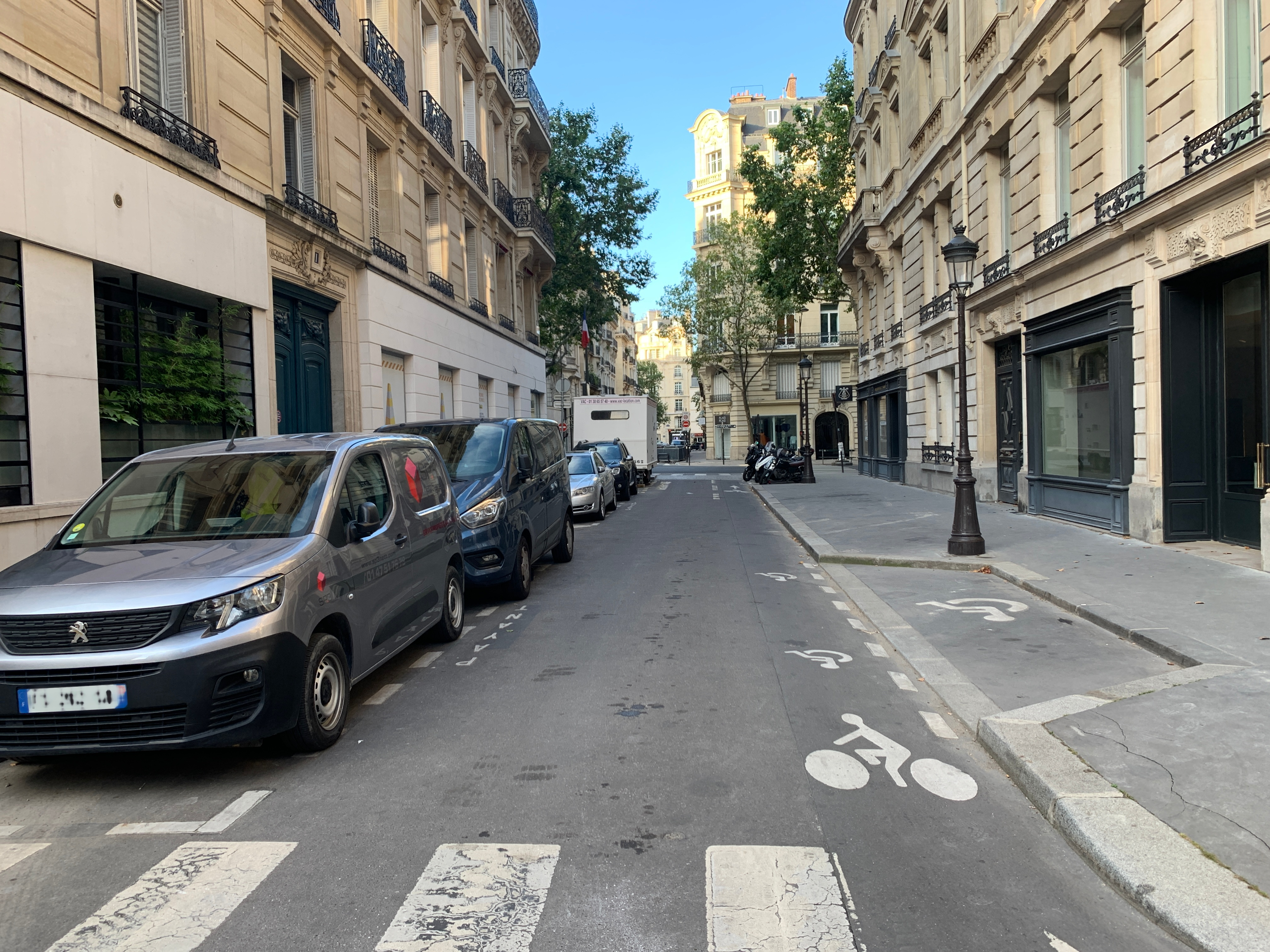
La rue en direction du boulevard Saint-Germain.